# 웬디 필립스

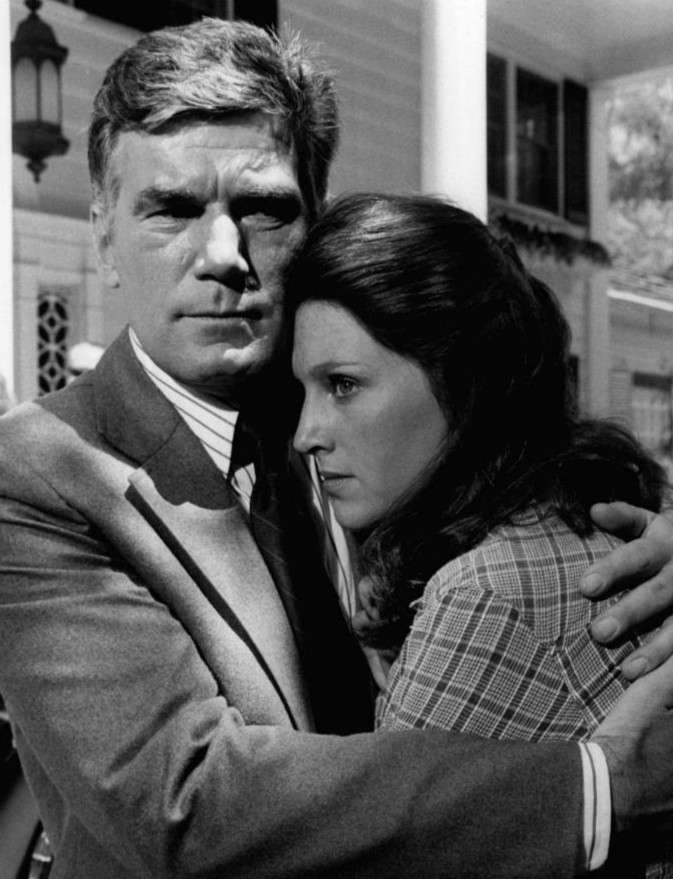

웬디 필립스(Wendy Phillips, 1952년 1월 2일 ~ )는 미국의 배우, 텔레비전 배우, 영화배우이다.
브루클린에서 태어났다.

## 출연 작품
- 렌디션 (2007년) - 사만다 역
- 스튜디오 60 (2006년)
- 빅 러브 (2006년)
- 돈 많은 친구들 (2006년)
- 고스트 위스퍼러 시즌1 (2005년)
- 베리 애니 매리 (2001년)
- 아이 엠 샘 (2001년) - 미스 라이트 역
- 약속된 땅 (1996년)
- 터치드 바이 언 엔젤 (1994년)
- 맥쉐인의 최후의 결판 (1994년)
- 맥쉐인의 승리자 (1994년)
- 벅시 (1991년) - 에스타 시겔 역
- 벤의 비밀 (1990년)
- 원초 인간 (1989년)
- 전자 오락의 마법사 (1989년)
- 미드나잇 런 (1988년)
- 천사들의 합창 (1984, Shattered Vows)
- 에어플레인 2 (1982년)